# Blancas
Blancas è un comune spagnolo di 179 abitanti situato nella comunità autonoma dell'Aragona.